# Beverly Randolph
Beverly Dawn Randolph (ur. 10 sierpnia 1964 r.) – amerykańska aktorka pochodząca z Kalifornii. Najbardziej znana z roli bezbronnej Tiny w kultowym horrorze komediowym Powrót żywych trupów (1985), karierę filmową zakończyła po udziale w nadmienionej produkcji, z dorobkiem zaledwie czterech ról – w tym jednej serialowej. Zagrała też w kilku telewizyjnych spotach reklamowych.
Córka scenografki Virginii L. Randolph, ma siostrę-bliźniaczkę Kimberly, wraz z którą wystąpiła jako niemowlę w filmach Szczególna przysługa (1965) oraz Shenandoah (1965). W 1982 roku ukończyła University High School w Los Angeles w stanie Kalifornia.
Jest licencjonowanym pilotem. Licencję uzyskała w roku 1991.
Alternatywnie znana jako Beverly Hartley, mierzy 163 cm. Od 1988 roku jest żoną scenografa Claytona Hartleya, któremu urodziła jedno dziecko.